# سيبوسيسو فيلاكازي
سيبوسيسو فيلاكازي (بالإنجليزية: Sibusiso Vilakazi)‏ (مواليد 29 ديسمبر 1989) هو لاعب كرة قدم جنوب أفريقي يلعب حاليًا لصالح نادي بيدفيست ويتس]]. في موسم 2013-2014، فاز فيلاكازي بجائزة أفضل لاعب في بطولة الدوري الجنوب أفريقي الممتاز. كما فاز بجائزة أفضل لاعب في بطولة كأس نيدبانك في الموسم ذاته.

## الأهداف الدولية
نتيجة جنوب أفريقيا تظهر أولًا.
| # | التاريخ       | الملعب                          | المنافس   | الهدف | النتيجة | البطولة                         |
| - | ------------- | ------------------------------- | --------- | ----- | ------- | ------------------------------- |
| 1 | 5 سبتمبر 2014 | استاد المريخ، أم درمان، السودان | السودان   | 1–0   | 3–0     | تصفيات كأس الأمم الأفريقية 2015 |
| 2 | 5 سبتمبر 2014 | استاد المريخ، أم درمان، السودان | السودان   | 2–0   | 3–0     | تصفيات كأس الأمم الأفريقية 2015 |
| 3 | 10 يناير 2015 | ملعب دانغونج، ليبرفيل، الغابون  | الكاميرون | 1–1   | 1–1     | مباراة ودية                     |
| 4 | 14 يناير 2015 | ستاد ليبرفيل، الغابون           | مالي      | 2–0   | 3–0     | مباراة ودية                     |

## روابط خارجية
- سيبوسيسو فيلاكازي على موقع الاتحاد الدولي (مؤرشف)  (الإنجليزية)
- سيبوسيسو فيلاكازي على موقع قاعدة بيانات كرة القدم.إي يو (الإنجليزية)
- سيبوسيسو فيلاكازي على موقع ناشيونال فوتبول تيمز (الإنجليزية)
- سيبوسيسو فيلاكازي على موقع Soccerway.com (الإنجليزية)